# محمد حسين طلبي
محمد حسين طلبي مهندس وكاتب وباحث جزائري ولد عام 1948 في الجزائر ، حاصل على شهادة جامعية من كلية الهندسة الميكانيكية في حلب عام 1976 ، صدر له 12 كتابا ونشر العديد من المقالات في مجلات وجرائد جزائرية وعربية مختلفة.

## حياته الدراسية
بدأ تعليمه المدرسي في جمعية العلماء بعنابة منذ عام 1954 حتى إغلاقها من قبل السلطات الاستعمارية الفرنسية عام 1956 ، تنقل بعدها بين ثانويتين القديس أوغستين بعنابة وعبان رمضان في الجزائر العاصمة وبقي فيها حتى عام 1968 ، ومن ثم غادر الجزائر متوجها إلى سورية حيث درس في ثانوية أمية بدمشق ثم انتقل إلى حلب وأختتم تعليمه الثانوي في ثانوية المأمون عام 1970.
أكمل تعليمه الجامعي في جامعة حلب ليتخرج عام 1976 من كلية الهندسة الميكانيكية.

## حياته المهنية
بعد تخرجه من الجامعة في حلب عاد إلى الجزائر وعمل في مصنع الحجار بعنابة حتى عام 1981 غادر وطنه متوجها إلى الكويت وعمل فيها حتى عام 1990 حيث عاد بعدها إلى الجزائر ليعمل في وزارة التكوين المهني وبقي في وظيفته حتى عام 1993 غادر بعدها إلى الإمارات للعمل ولا يزال.

## مؤلفاته
أصدر الكاتب محمد حسين طلبي 12 كتاباً هي :
1. بنات فاطمة (اتحاد الكتاب العرب - دمشق عام 2000 )
2. عزف على نزف ( دار هومة بالجزائر عام 2001 )
3. هذيان الأحاجي (دار اأمة بالجزائر عام 2001 )
4. يسألني بو علام (دار هومة بالجزائر عام 2002 )
5. قريبا من طقوسهم (دائرة الثقافة بالشارقة عام 2002 )
6. يدور حول نفسه (دار هومة بالجزائر عام 2005 )
7. غربة الكلام (الجاحظية بالجزائر عام 2006 )
8. شجن وتواصل (دار الامة بالجزائر عام 2007 )
9. رسائل إلى جيزيل )دار الكتاب عام 2011 )
10. بلون الأوراس
11. باب توما باب الفرج
12. لا لا بونة فاتحة لحليب الطفولة والثورة

لديه ثلاث مخطوطات تحت الطبع هي :
1. اللاعبون بالريح
2. دنيا بنت عرب
3. عنيمة الحرب غنيمة الحب